# Acrojana
Acrojana là một chi bướm đêm thuộc họ Eupterotidae.

## Loài
- Acrojana rosacea Butler, 1874
- Acrojana salmonea Rothschild, 1932
- Acrojana sciron Druce, 1887
- Acrojana scutaea Strand, 1909
- Acrojana simillima Rothschild, 1932
- Acrojana splendida Rothschild, 1917